# Palacio Gómez de Montevideo
El Palacio Gómez es un histórico edificio de Montevideo que alberga las principales dependencias de la Junta de Montevideo.

## Historia

Palacio Gómez como Junta Económica-Administrativa

La construcción estuvo a cargo del arquitecto Ignacio Pedralbes por encargo del empresario Francisco Gómez, quien jamás habitaría en el edificio. 
El 19 de septiembre de 1888 la familia Gómez decide vender el edificio a la entonces Junta Económico-Administrativa de Montevideo, quien luego de una serie de reformas instalaría sus dependencias en el edificio. Su inauguración se realizó el 25 de agosto de 1889, coincidiendo con el aniversario de la Declaración de la Independencia.

En el día de su reinauguración e instalación, el doctor y presidente de la Junta Administrativa de Montevideo Carlos María de Pena destacó:
"La Junta que tengo el honor de presidir conmemora el glorioso aniversario de nuestra Independencia dando principio a su instalación en la Casa Municipal. Al tomar asiento en su propio hogar no debía encontrarse sola, ni penetrar en él silenciosamente. Un acto de tanta trascendencia en la vida de esta Institución no podía llevarse a cabo sin que viniesen á este recinto á participar de nuestro júbilo los magistrados y funcionarios que ejercen los cargos más elevados en la República. Han concurrido con su voto, con su valimiento, con su protección y con decisión patriótica á echar el cimiento imperecedero de la autonomía municipal de Montevideo".
Posteriormente la Junta Económico-Administrativa, que por aquel entonces representaba el ejecutivo departamental adquiriría otras denominaciones se trasladaría hacia el Palacio Jackson y posteriormente al Palacio Municipal, quedando el Palacio Gómez como sede del del poder legislativo del departamento.  

## Arquitectura
El edificio es una construcción típica del eclecticismo historicista, precursora de ese estilo en Uruguay e inspiradora de otras obras arquitectónicas montevideanas de los últimos treinta años del siglo XX, en que se construyeron varios edificios de los más variados estilos.
La distribución del edificio está planteada alrededor de un patio central, cercando en las tres plantas superiores con balaustres de mármol y artísticas rejas. La claraboya que encierra el patio central ilumina todos los ambientes. El conjunto está rematado por una linterna o mirador de dos plantas, que se levanta sobre la escalera por medio de dos aberturas ovales cerradas por rejas del mismo estilo.  
En 1975 la Comisión del Patrimonio Histórico, Artístico y Cultural de la Nación, ejecutó un plan de preservación de bienes históricos, en el cual se incluyó al Palacio Gómez en una selección de obras arquitectónicas del departamento de Montevideo a declarar, dicho plan sería puesto en marcha el 7 de agosto de 1975, día en que dicho edificio fue declarado como Monumento Histórico Nacional.

## Interiores

### Biblioteca General Artigas
Dentro del edificio funciona una biblioteca que tiene como fin respaldar la actividad y la labor parlamentaria del parlamento de Montevideo y del cuerpo de ediles.

### Hemiciclo

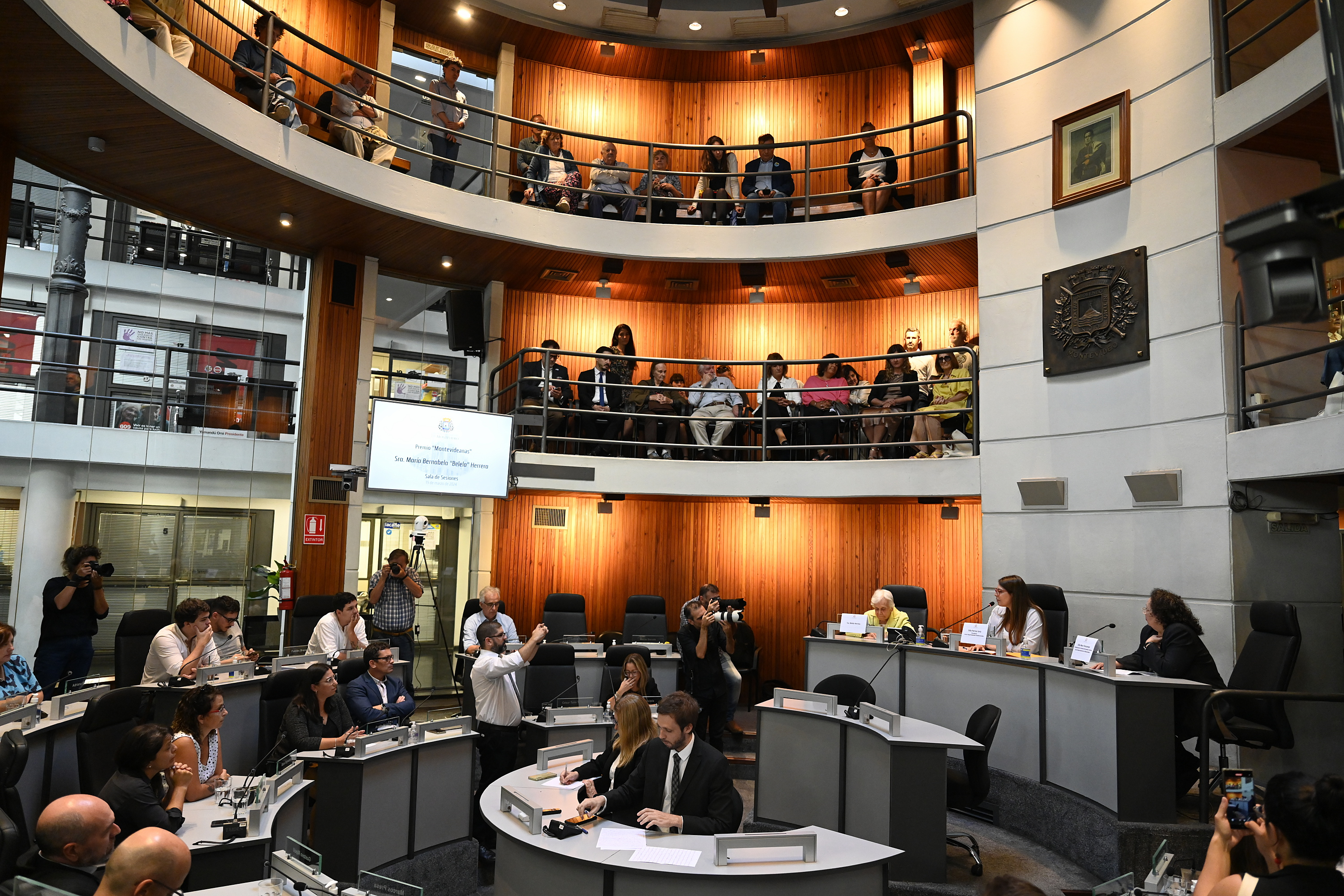
Hemiciclo del Palacio Gómez

El Hemiciclo actual fue construido en los años ochenta, cuando se concretó la ampliación del Palacio Gómez con el edificio de la antigua confitería el Telégrafo, sería en los interiores de este último donde se instalaría la actual sala de sesiones. 

## Ampliación

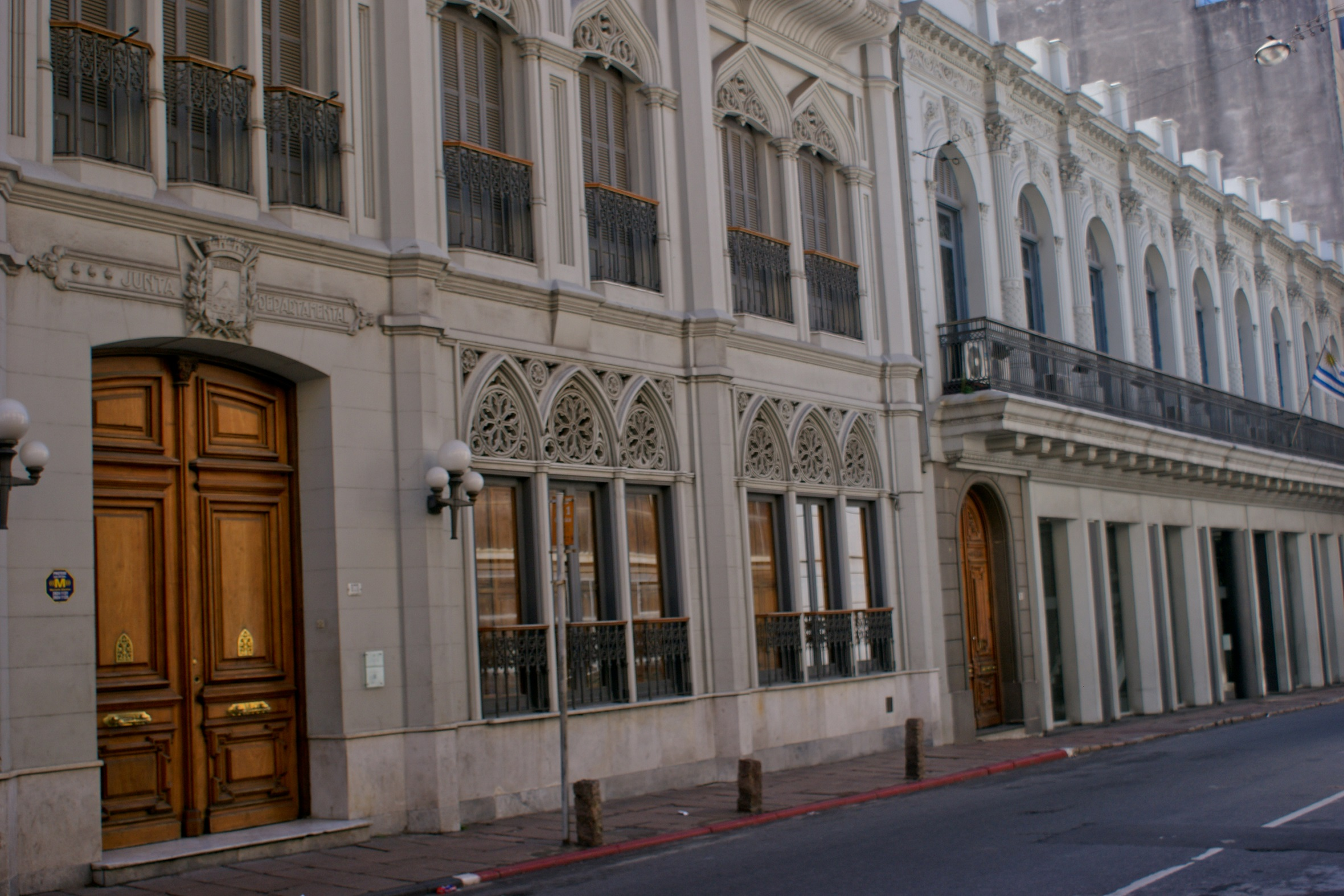
Fachadas del palacio Gómez y la confitería El Telégrafo

En el año 1985, tras el retorno del país a la democracia, el parlamento de Montevideo retorno sus funciones y actividades legislativas, pero se enfrentaba con serios problemas edilicios productos del mal estado de conservación del Palacio Gómez. 
Ante tales circunstancias se definió un proyecto de restauración del edificio central, y la adquisición de un histórico edificio. Este edificio, construido en el año 1866 había albergado a la emblemática confitería El Telégrafo, aunque en el transcurso de las obras se encontraron también resto de un antiguo baño turco.
El proyecto de restauración y ampliación, pretendía reconfigurar el funcionamiento del histórico palacio, instalando las principales dependencias y salas en el Palacio Gómez, mientras que en el edificio de la antigua confitería se instalaría el hemiciclo. Las obras finalizaron el 10 de octubre de 1989 .